# Arrojadoa bahiensis subsp. flava
Arrojadoa bahiensis subsp. flava es una subespecie de planta suculenta perteneciente al género Arrojadoa, dentro de la familia Cactaceae. Es una subespecie de Arrojadoa bahiensis y es endémica del nordeste de Chile.

## Descripción
Arrojadoa bahiensis subsp. flava es una subespecie de cactus que crece individualmente (solitario) y tiene el tallo desde esférico a cilíndrico. Es de color verde y alcanza un tamaño que va de 14 cm a 1 metro de altura y un diámetro de 8,5 a 9 cm. Presenta de 14 a 17 costillas verticales, de 5 a 11 mm de profundidad. Es muy parecido al de Arrojadoa bahiensis subsp. bahiensis, aunque en este caso no suele presentar ramificación, cosa que la otra subespecie sí que presenta ramificación desde la base.
Las areolas son redondas y se cubren inicialmente con una lana de color crema, la cual desaparece al cabo del tiempo. Presentan espinas finas, en forma de aguja, algo flexibles y de color amarillento o grisáceo. Presentan una o dos espinas centrales de 15 a 25 mm de largo y unas 17 espinas marginales o radiales que se extienden hacia arriba y miden de 3 a 10 mm de largo.
Las flores son tubulares, de color amarillo (en el caso de Arrojadoa bahiensis subsp. bahiensis son rosas y más grandes) y aparecen en la parte superior de los tallos. Miden de 1,9 a 2,5 cm de largo y alcanzan un diámetro de 5 milímetros. El fruto, de forma esférica a ovoide, es de color blanco cuando madura y tiene un diámetro de 1 a 2 centímetros. (En el caso de la otra subespecie es de color rosa).

## Distribución y hábitat
El área de distribución nativa de esta subespecie es el nordeste de Brasil (concretamente en el estado brasileño de Bahía) y crece principalmente en el bioma tropical estacionalmente seco.

## Taxonomía
La primera descripción de esta subespecie fue como Arrojadoa flava, publicada en 2023 por los botánicos Diego Rafael Gonzaga y Mathias Erich Engels en la revista científica Phytotaxa 597: 74.
Más tarde, el botánico británico Nigel Paul Taylor catalogó la especie como una subespecie de Arrojadoa bahiensis, por lo que pasó a llamarse Arrojadoa bahiensis subsp. flava. Registró estos cambios en la revista científica Bradleya 42: 95, publicada en 2024.

Etimología
- Arrojadoa: nombre genérico que fue otorgado en honor al brasileño Miguel Arrojado Lisboa, superintendente de los Ferrocarriles de Brasil en la época en que Britton y Rose describieron el género en 1920.
- bahiensis: epíteto geográfico que alude a su localización en el estado brasileño de Bahía.[4]
- flava: epíteto específico que deriva del latín flavus, que significa 'amarillo', haciendo referencia al color amarillo de sus flores.[1]

## Estado de conservación
En la Lista Roja de Especies Amenazadas de la UICN, la subespecie está clasificada como “Datos insuficientes (DD)”.

## Usos
Se cultiva principalmente como planta ornamental y su propagación se realiza normalmente a través de esquejes o semillas.